# Олександрино (Логойський район)
Олександрино (біл. вёска Аляксандрына) —  село в складі Логойського району Мінської області, Білорусь. Село підпорядковане Гайнинській сільській раді і розташоване в північній частині області.